# David Ausubel
David Paul Ausubel (Nueva York, 25 de octubre de 1918-9 de julio de 2008) fue un psicólogo y pedagogo estadounidense de gran importancia para el constructivismo.

## Biografía
Nació en Brooklyn, Nueva York, el 25 de octubre de 1918, hijo de una familia judía emigrante de Galitzia, Imperio Austro-Húngaro. Es nieto del historiador Nathan Ausubel, especializado en historia del pueblo judío. Estudió psicología en la Universidad de Pensilvania y medicina en la Universidad de Middlesex. 
Fue cirujano asistente y psiquiatra residente del Servicio Público de Salud de los Estados Unidos e inmediatamente después de la Segunda Guerra Mundial, trabajó con las Naciones Unidas en Alemania en el tratamiento médico de personas desplazadas. 
Después de terminar su formación en psiquiatría, estudió en la Universidad de Columbia y obtuvo su doctorado en psicología del desarrollo. Entre 1950 y 1966 trabajó en proyectos de investigación en la Universidad de Illinois, donde publicó extensivamente sobre psicología cognitiva. Aceptó posiciones como profesor visitante en el Ontario Institute of Studies in Education y en universidades europeas como Berne, la Universidad Salesiana de Roma y en Múnich. Fue Director del Departamento de Psicología Educacional para postgrados en la Universidad de Nueva York, donde trabajó hasta jubilarse en 1975.
En la década de 1970, las propuestas de Jerome Bruner sobre el Aprendizaje por Descubrimiento estaban tomando fuerza. En ese momento, las escuelas buscaban que los niños y niñas construyeran su conocimiento a través del descubrimiento de contenidos. 
En 1976 fue premiado por la Asociación Americana de Psicología por su contribución distinguida a la psicología de la Educación. Posteriormente volvió a su práctica como psiquiatra en el Rockland Children’s Psychiatric Center.
Falleció en la mañana del 9 de julio de 2008, a la edad de 89 años. 
Una de sus frases más conocidas es: 
"Si tuviese que reducir toda la psicología educativa a un solo principio, 
enunciaría este: El factor más importante que influye en el aprendizaje es lo que el 
alumno ya sabe. Averígüese esto y enséñele consecuentemente".[cita requerida]

## Teoría psicológica en el contexto educativo
Ausubel diferencia dos tipos de aprendizajes que pueden ocurrir en el aula:
1. El que se refiere al modo en que se adquiere el conocimiento.
2. El relativo a la forma en que el conocimiento es subsecuentemente incorporado en la estructura de conocimientos o estructura cognitiva del educando.

Defensor del método deductivo, Ausubel rechaza el supuesto piagetiano de que sólo se entiende lo que se descubre, ya que también puede entenderse lo que se recibe. “Un aprendizaje es significativo cuando puede relacionarse, de modo no arbitrario y sustancial (no al pie de la letra) con lo que el alumno ya sabe”. Para que el aprendizaje sea significativo son necesarias al menos dos condiciones. En primer lugar, el material de aprendizaje debe poseer un significado en sí mismo, es decir, sus diversas partes deben estar relacionadas con cierta lógica; en segundo lugar que el material resulte potencialmente significativo para el alumno, es decir, que este posea en su estructura de conocimiento ideas inclusoras con las que pueda relacionarse el material. Para lograr el aprendizaje de un nuevo concepto, según Ausubel, es necesario tender un puente cognitivo entre ese nuevo concepto y alguna idea de carácter más general ya presente en la mente del alumno. Este puente cognitivo recibe el nombre de organizador previo y consistiría en una o varias ideas generales que se presentan antes que los materiales de aprendizaje propiamente dichos con el fin de facilitar su asimilación. 

### Aprendizaje significativo por recepción
Las características pedagógicas que el profesor debe mostrar en el proceso de enseñanza son:
a) Presentar la información al alumno como debe ser aprendida, en su forma final (recepción).
b) Presentar temas usando y aprovechando los esquemas previos del estudiante.
c) Dar cierta información al estudiante provocando que este por sí mismo descubra un conocimiento nuevo (descubrimiento).
d) Proveer información, contenidos y temas importantes y útiles que den como resultado ideas nuevas en el alumno.
e) Mostrar materiales pedagógicos de forma coloquial y organizada que no distraigan la concentración del estudiante.
f) Hacer que haya una participación activa por parte del alumno.
Esta teoría de aprendizaje significativo, junto con los postulados de Vygotski, Brunner y Siemens, han aportado grandes conceptos a las tecnologías de información y comunicación (TIC), así por consiguiente son grandes contribuyentes de la tecnología educativa moderna.

### Papel del educando
a) Recibir un tema, información del docente en su forma final, acabada (recepción).
b) Relacionar la información o los contenidos con su estructura cognitiva (asimilación cognitiva).
c) Descubrir un nuevo conocimiento con los contenidos que el profesor le brinda (descubrimiento).
d) Crear nuevas ideas con los contenidos que el docente presenta.
e) Organizar y ordenar el material que le proporcionó el profesor.
Las características que el alumno debe poseer son:
a) Tener la habilidad de procesar activamente la información.
b) Tener la habilidad de asimilación y retención.
c) Tener la habilidad de relacionar las nuevas estructuras con las previas.
d) Tener una buena disposición para que se logre el aprendizaje.
e) Tener memoria a largo plazo.

### Características de los materiales de apoyo
a) Poseer un significado en sí mismos, o sea, las partes del material de enseñanza tienen que estar lógicamente relacionadas.
b) Proveer resultados significativos para el alumno, es decir, que los materiales puedan relacionarse con los conocimientos previos del alumno.
c) Proveer un puente de conocimiento entre la nueva y la previa información. Ausubel le llama ‘organizador previo´.
d) Estar ordenados y organizados para que el estudiante tome y aproveche los materiales que va emplear.

### Tipos de organizadores previos
Ausubel creó el concepto de organizador previo para referirse a una especie de índice. Su función es la de avisar al alumno de lo que va a tratar el tema.
Según su teoría, los organizadores previos son de dos tipos: comparativos y expositivos.
1. Organizadores comparativos:
Su objetivo principal es la activación de esquemas existentes, y actuar como "evocadores" que colocan en la memoria activa lo que el sujeto no reconoce como "relevante", apuntando a  "ideas ancladas ya existentes, sean o no específicamente relevantes al material de aprendizaje". De la misma manera, un organizador comparativo puede servir tanto para integrar como para discriminar conocimientos previos.
2. Organizadores expositivos:
Para Woolfolk, "los organizadores expositivos proveen nuevos conocimientos que los estudiantes necesitaran para comprender la información subsecuente". Los organizadores expositivos se utilizan frecuentemente cuando un nuevo material de estudio es desconocido para el educando. Frecuentemente relacionan lo que el educando ya sabe con el material nuevo y extraño, con el objetivo de hacer este nuevo material más "plausible" para el educando.
En resumen, los organizadores expositivos colocan un anclaje en temas que ya son conocidos por el educando.

### Organización del proceso en el tiempo
El momento dentro del proceso enseñanza-aprendizaje en que deben emplearse los materiales y técnicas anteriormente descritos son:
a) Los organizadores avanzados expositivos, cuando el alumno tiene poco o ningún conocimiento sobre el tema (al principio de la clase).
b) Los comparativos, cuando el estudiante ya posee conocimientos previos del tema; (también al principio de la clase).
Algunas de las funciones que tienen los materiales didácticos entre el estudiante, los contenidos y el profesor son:
a) Determinar que el aprendizaje del alumno sea significativo.
b) Promover una actitud positiva y una buena disposición por parte del alumno.
c) Hacer que los contenidos sean más fácilmente asimilados.
d) Ayudar al docente a que su enseñanza sea organizada y mejor aprovechada.
Los elementos esenciales del currículo son:
-Las unidades y temas (contenido).
-Los materiales que se van emplear.
-Las actividades, técnicas y estrategias del profesor.

### Características del currículum
a) Sus temas están apropiadamente organizados y secuenciados.
b) No son relacionados de manera arbitraria con la estructura cognoscitiva del estudiante.
c) Las clases se orientan hacia el aprendizaje por recepción.
La interrelación del currículo con el profesor y el alumno es que el currículo es la base para que el proceso de enseñanza-aprendizaje pueda darse de manera organizada y secuencial siempre y cuando el profesor y el estudiante sepan seguirlo y aprovecharlo.

### El papel de la evaluación en el proceso
Las modalidades y tipos de evaluación son la evaluación diagnóstica, formativa y final.
Sus usos en el proceso de enseñanza-aprendizaje son:
a) La evaluación diagnóstica se usa al principio de un curso o unidad y se realiza para conocer cuáles son los conocimientos que el alumno posee de cierto curso, período o unidad.
b) La Evaluación formativa es la que se lleva a cabo en el transcurso del curso o período.
c) La evaluación final es la que se realiza para saber cuáles son los resultados de aprendizaje finales del estudiante.
Algunos de los instrumentos que se emplean son:
1. Para el diagnóstico se usa comúnmente un examen escrito y raramente un examen oral. Depende de lo que se quiere conocer.
2. Para la formativa se emplean exámenes escritos, trabajos, prácticas, investigaciones, proyectos, ensayos, etc.
3. Para la final, examen escrito u oral, proyecto, ensayo, etc.
4. Evaluación
5. Justificación.

### Aspectos motivacionales
Algunos factores externos son el clima del salón de clase, medio ambiente, niveles de desarrollo, factores motivacionales (extrínsecos), objetos, etc.
La manera como benefician estos factores en el proceso de enseñanza-aprendizaje es:
a) Son cruciales para estimular al alumno a participar, trabajar en clase, discutir, analizar, reflexionar y criticar la información proporcionada por el docente.
b) Son esenciales para motivar al profesor y provocar que su desempeño sea más eficaz, eficiente y efectiva.
c) Los dos, alumno y docente, se sienten cómodos, seguros y listos para que se lleve a cabo el aprendizaje significativo.
La forma como afectan de manera negativa estos factores es:
a) Pueden distraer, confundir y desmotivar al alumno ya que el ambiente y otros factores no son los apropiados.
b) Pueden hacer aburrida y no significativa los contenidos y la clase, en general.
c) Pueden provocar que el docente se sienta desmotivado, incómodo, impaciente, desesperado e inseguro en su enseñanza.